# Gustave Buchard
Pour les articles homonymes, voir Buchard.
Gustave Jean Armand Buchard, né le 17 février 1890 au Havre et mort le 18 février 1977 à Barentin, est un escrimeur français, ayant pour arme l'épée.

## Carrière
Gustave Buchard, frère de l'escrimeur Georges Buchard, remporte deux médailles de bronze olympiques, dans les épreuves d'épée individuelle et par équipes aux Jeux olympiques d'été de 1920 à Anvers.

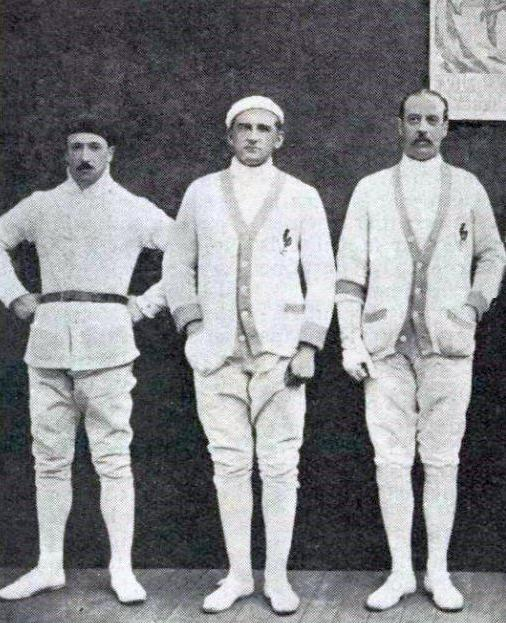
Les Français Lippmann (à gauche), Buchard (au centre) et Massard (à droite), médaillés de bronze à l'épée en 1920.